# یواس‌سی‌جی‌سی تگالتین (دبلیواچ‌ئی‌سی-۷۲۱)
یواس‌سی‌جی‌سی تگالتین (دبلیواچ‌ئی‌سی-۷۲۱) (به انگلیسی: USCGC Gallatin (WHEC-721)) یک کشتی است که طول آن ۳۷۸ فوت (۱۱۵ متر) می‌باشد. این کشتی در سال ۱۹۶۸ ساخته شد.